# Kathryn Erbe
Kathryn Elsbeth Erbe, född 5 juli 1965 i Newton, Massachusetts, är en amerikansk skådespelerska.

## Roller i urval
- 1991 – Hur mår Bob?
- 1993 – D2: The Mighty Ducks
- 1993 – Rich in Love
- 1994 – Djupandning
- 1995 – Dödskyssen
- 1995 – The Addiction
- 1997 – George Wallace
- 1998–2003 – Oz (TV-serie) (17 avsnitt)
- 1999 – Stir of Echoes
- 2001–2011 – Law & Order: Criminal Intent (TV-serie) (144 avsnitt)
- 2017–2018 – How to Get Away with Murder (TV-serie) (4 avsnitt)
- 2019–2022 – City on a Hill (TV-serie) (7 avsnitt)